# 귤현차량사업소
귤현차량기지사업소(橘峴車輛基地事業所)는 인천광역시 계양구에 있는 인천교통공사의 차량기지이다.
인천 도시철도 1호선에 사용되는 인천교통공사 1000호대 전동차 전 차량의 경.중정비 및 관리를 담당한다. 박촌역 북쪽에서 본선과 분기되는 입출고선을 통해 인천 도시철도 1호선과 연결된다. 부지 서쪽 끝에는 귤현역이 있다. 심야에 22편성이 주박한다.인천 1호선의 유일무이한 차량기지다.

## 업무
- 인천교통공사 1000호대 전동차 입·출고 검수관리